# Hradištko (Praha-západ)
Horoměřice è un comune della Repubblica Ceca facente parte del distretto di Praha-západ, in Boemia Centrale.

## Storia

### Simboli
Lo stemma del Comune è stato approvato dal REKOS, Registro dei simboli dei comuni della Repubblica Ceca, con la risoluzione n. 16 del 9 dicembre 2002.